# 200 meter för herrar i friidrott vid olympiska sommarspelen 2012
200 meter herrar vid OS 2012, i London, England avgjordes 7-9 augusti på Londons Olympiastadion Regerande mästare var Usain Bolt från Jamaica efter sin vinst i OS 2008.

## Medaljörer
| Event     | Guld               | Guld               | Silver              | Silver              | Brons               | Brons               |
| 200 meter | Usain Bolt Jamaica | Usain Bolt Jamaica | Yohan Blake Jamaica | Yohan Blake Jamaica | Warren Weir Jamaica | Warren Weir Jamaica |

## Rekord
Före tävlingarna gällde dessa rekord:
| Världsrekord        | Usain Bolt (JAM)  | 19,19 | Berlin, Tyskland  | 20 augusti 2009 |
| Olympiskt rekord    | Usain Bolt (JAM)  | 19,30 | Beijing, Kina     | 20 augusti 2008 |
| Världsårsbästa (WL) | Yohan Blake (JAM) | 19,80 | Kingston, Jamaica | 1 juli 2012     |

## Program
|             | Datum     | Tid (lokal) | Tid (svensk) |
| Försöksheat | 7 augusti | 11:50       | 12:50        |
| Semifinal   | 8 augusti | 20:10       | 21:10        |
| Final       | 9 augusti | 20:55       | 21:55        |

## Resultat
- Q innebär avancemang utifrån placering i heatet.
- q innebär avancemang utifrån total placering.
- DNS innebär att personen inte startade.
- DNF innebär att personen inte fullföljde.
- DQ innebär diskvalificering.
- NR innebär nationellt rekord.
- OR innebär olympiskt rekord.
- WR innebär världsrekord.
- WJR innebär världsrekord för juniorer
- AR innebär världsdelsrekord (area record)
- PB innebär personligt rekord.
- SB innebär säsongsbästa.
- w innebär medvind > 2,0 m/s

### Omgång 1

#### Heat 1

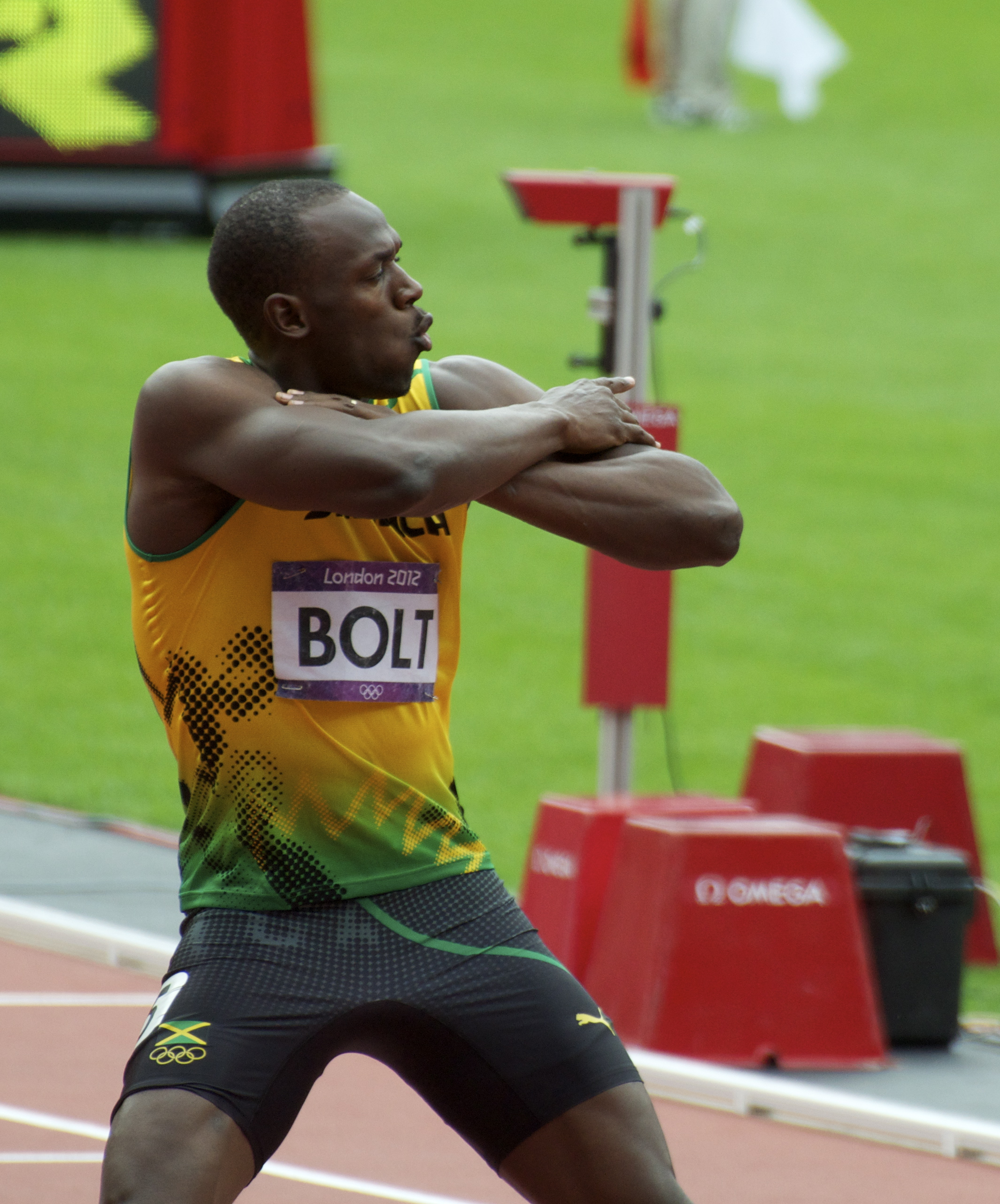
Usain Bolt efter hans heat

| Placering | Idrottare               | Nation      | Tid   | Noteringar |
| --------- | ----------------------- | ----------- | ----- | ---------- |
| 1         | Usain Bolt              | Jamaica     | 20,39 | Q          |
| 2         | Aldemir da Silva Junior | Brasilien   | 20,53 | Q          |
| 3         | Isiah Young             | USA         | 20,55 | Q          |
| 4         | Alex Wilson             | Schweiz     | 20,57 | q          |
| 5         | Noah Akwu               | Nigeria     | 20,67 |            |
| 6         | Michael Herrera         | Kuba        | 21,05 |            |
| 7         | Vjatjeslav Muravjev     | Kazakstan   | 21,75 |            |
| 8         | Jidou El Moctar         | Mauretanien | 22,94 | PB         |

#### Heat 2

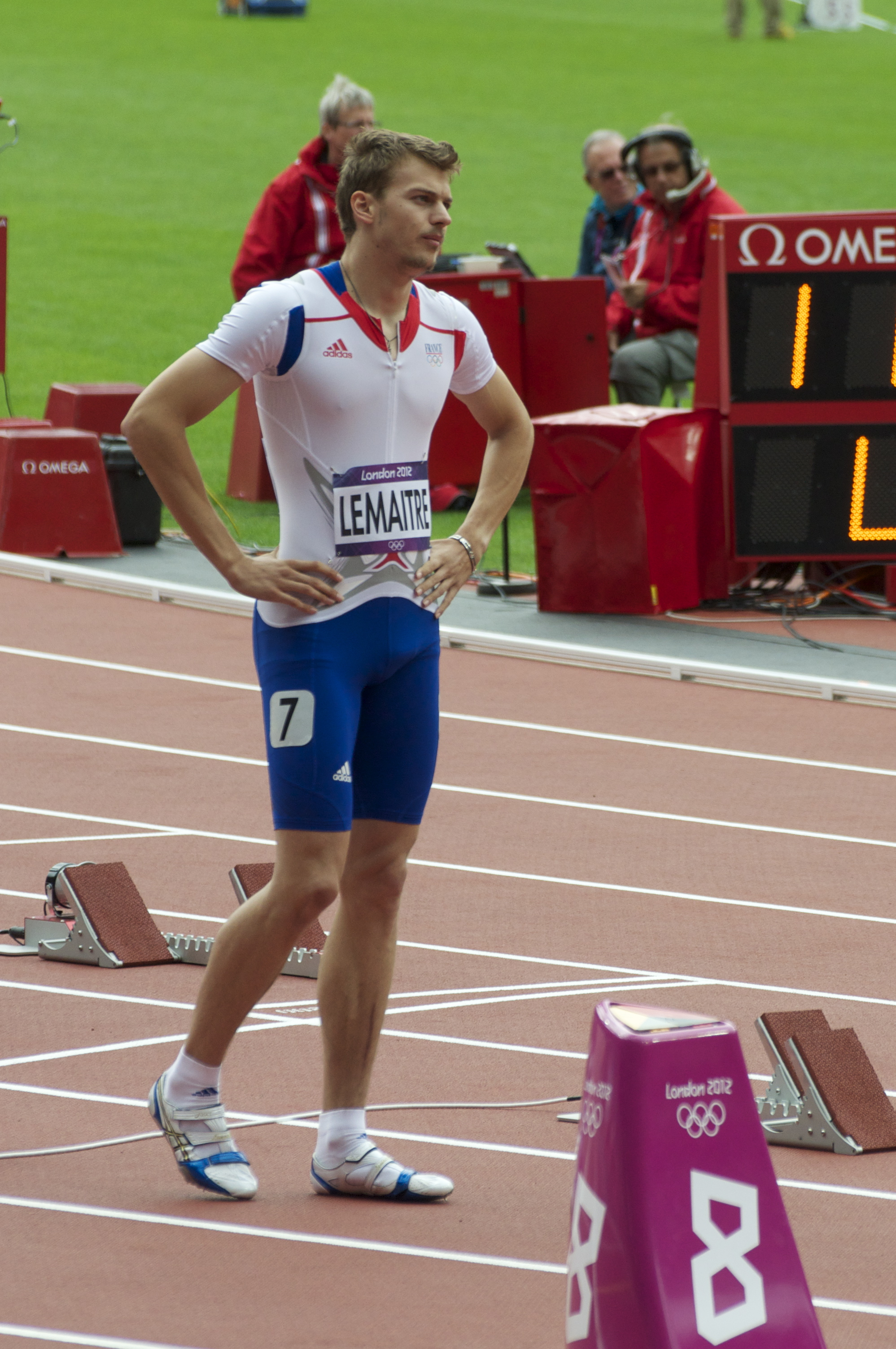
Christophe Lemaitre innan starten

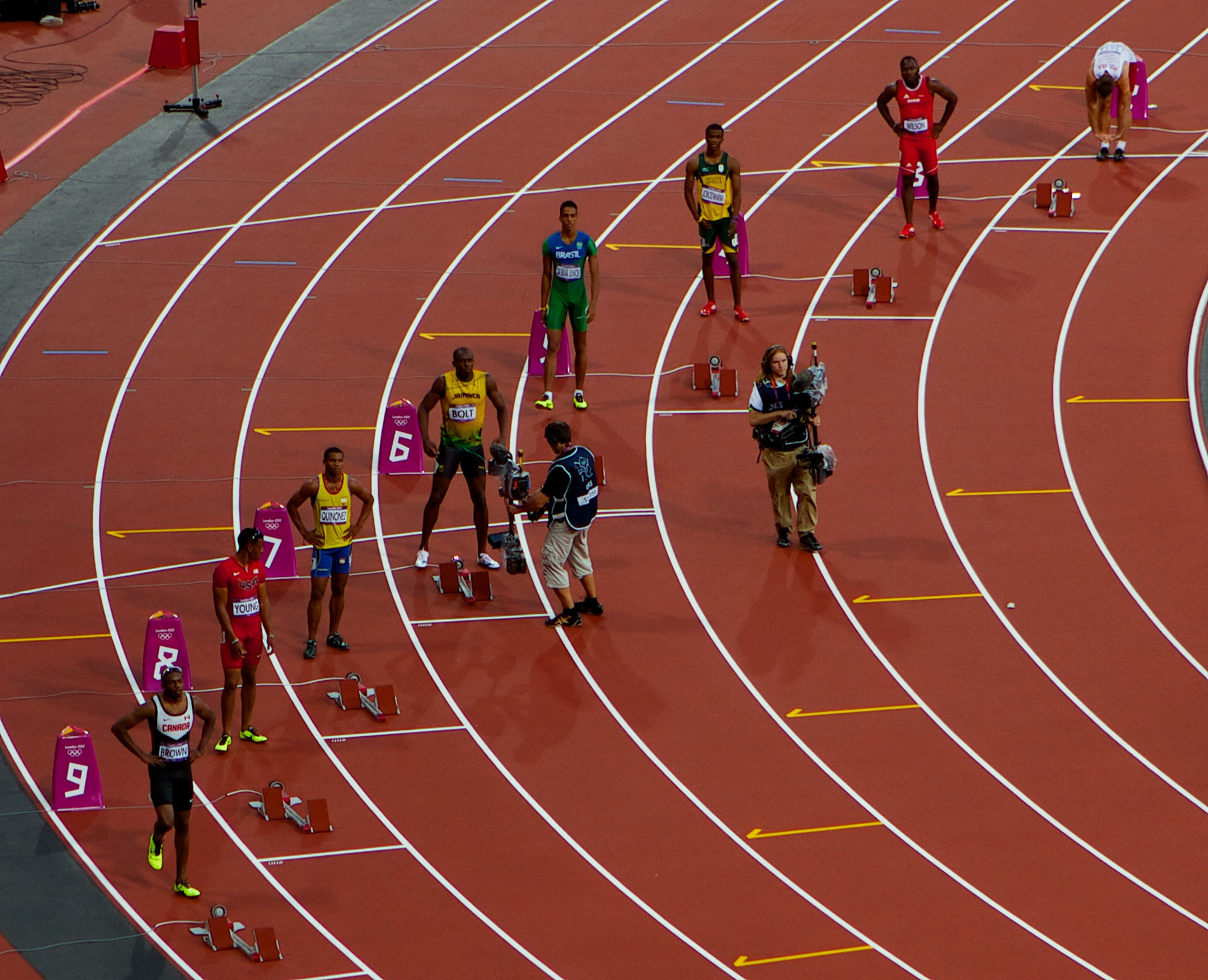
Starten i andra semifinalen

| Placering | Idrottare                   | Nation                  | Tid   | Noteringar |
| --------- | --------------------------- | ----------------------- | ----- | ---------- |
| 1         | Christophe Lemaitre         | Frankrike               | 20,34 | Q          |
| 2         | Anaso Jobodwana             | Sydafrika               | 20,46 | Q          |
| 3         | Aaron Brown                 | Kanada                  | 20,55 | Q, PB      |
| 4         | Likoúrgos-Stéfanos Tsákonas | Grekland                | 20.56 | q          |
| 5         | Rondel Sorrillo             | Trinidad och Tobago     | 20.76 |            |
| 6         | Carlos Jorge                | Dominikanska republiken | 21.02 |            |
| 7         | Cristián Reyes              | Chile                   | 21.29 |            |
| 8         | Ibrahim Turay               | Sierra Leone            | 21.90 | PB         |

#### Heat 3
| Placering | Idrottare           | Nation         | Tid   | Noteringar |
| --------- | ------------------- | -------------- | ----- | ---------- |
| 1         | Maurice Mitchell    | USA            | 20,54 | Q          |
| 2         | Christian Malcolm   | Storbritannien | 20,59 | Q          |
| 3         | Michael Mathieu     | Bahamas        | 20.62 | Q          |
| 4         | Roberto Skyers      | Kuba           | 20.66 |            |
| 5         | Shota Iizuka        | Japan          | 20.81 |            |
| 6         | Sibusiso Matsenjwa  | Swaziland      | 20.93 | NR         |
| 7         | José Carlos Herrera | Mexiko         | 21.17 |            |
| 8         | Joel Redhead        | Grenada        | 21.22 |            |

#### Heat 4

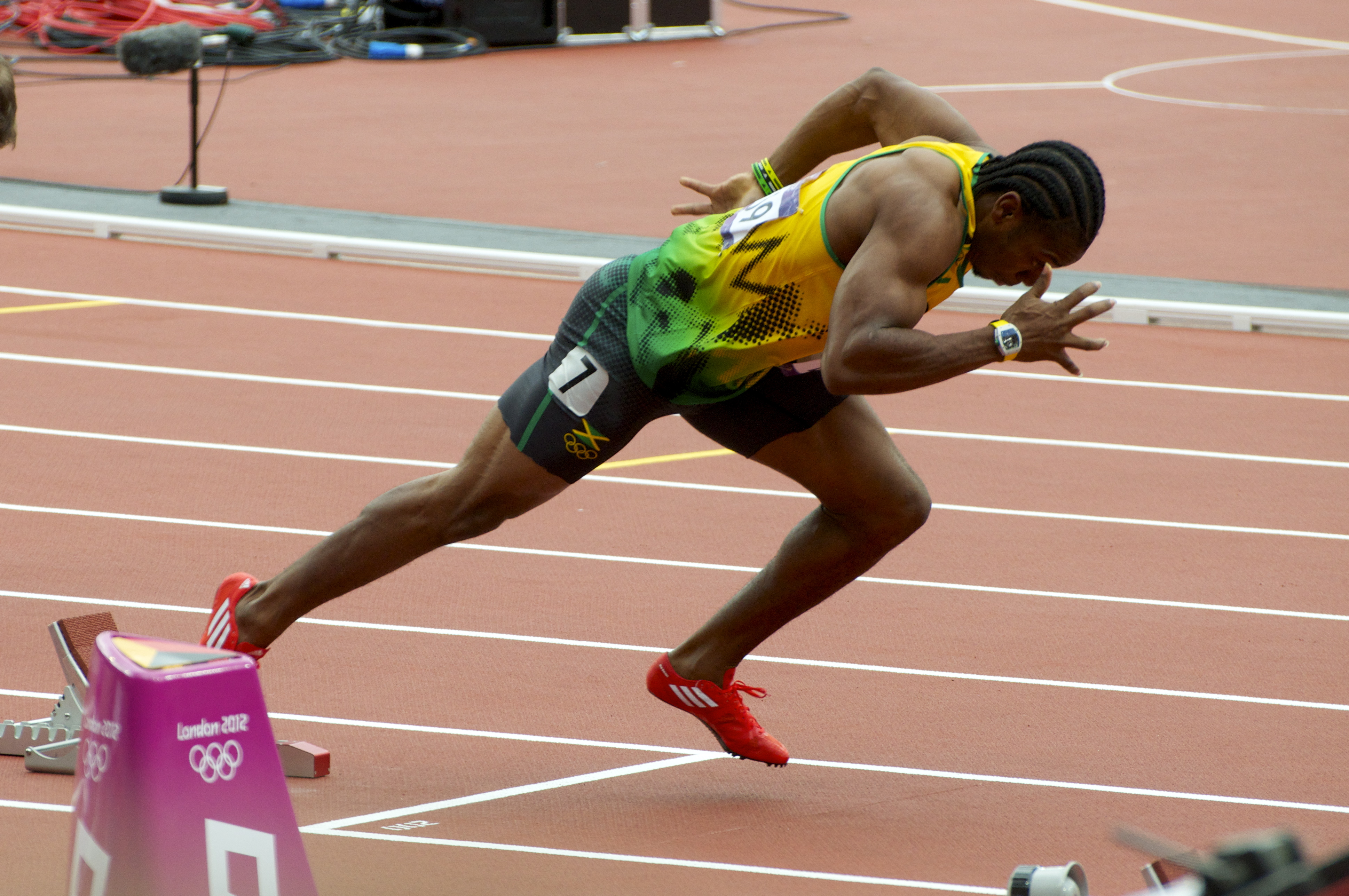
Yohan Blake startar i sitt heat

| Placering | Idrottare           | Nation    | Tid   | Noteringar |
| --------- | ------------------- | --------- | ----- | ---------- |
| 1         | Yohan Blake         | Jamaica   | 20,38 | Q          |
| 2         | Bruno de Barros     | Brasilien | 20,52 | Q          |
| 3         | Jaysuma Saidy Ndure | Norge     | 20,52 | Q          |
| 4         | Sergij Smelyk       | Ukraina   | 20.65 |            |
| 5         | Paul Hession        | Irland    | 20.69 |            |
| 6         | Xie Zhenye          | Kina      | 20.69 |            |
| 7         | Mosito Lehata       | Lesotho   | 20.74 |            |

#### Heat 5
| Placering | Idrottare       | Nation                | Tid   | Noteringar |
| --------- | --------------- | --------------------- | ----- | ---------- |
| 1         | Warren Weir     | Jamaica               | 20,29 | Q          |
| 2         | Antoine Adams   | Saint Kitts och Nevis | 20,59 | Q          |
| 3         | Kamil Krynski   | Polen                 | 20,66 | Q          |
| 4         | Pavel Maslák    | Tjeckien              | 20.67 |            |
| 5         | Tremaine Harris | Kanada                | 20.70 |            |
| 6         | Marek Niit      | Estland               | 20.82 |            |
| 7         | Reto Schenkel   | Schweiz               | 20.98 |            |
| i.u.      | Alonso Edward   | Panama                | DQ    | R 162.7    |

#### Heat 6
| Placering | Idrottare         | Nation              | Tid   | Noteringar |
| --------- | ----------------- | ------------------- | ----- | ---------- |
| 1         | Alex Quiñónez     | Ecuador             | 20,28 | Q, NR      |
| 2         | Wallace Spearmon  | USA                 | 20,47 | Q          |
| 3         | Shinji Takahira   | Japan               | 20,57 | Q          |
| 4         | Brendan Christian | Antigua och Barbuda | 20.63 | q, SB      |
| 5         | Jonathan Åstrand  | Finland             | 20.73 | SB         |
| 6         | Aziz Ouhadi       | Marocko             | 20.80 |            |
| 7         | Sandro Viana      | Brasilien           | 21.05 |            |
| i.u.      | Ben Youssef Meité | Elfenbenskusten     | DNS   |            |

#### Heat 7
| Placering | Idrottare                 | Nation         | Tid   | Noteringar |
| --------- | ------------------------- | -------------- | ----- | ---------- |
| 1         | Churandy Martina          | Nederländerna  | 20,58 | Q          |
| 2         | Kei Takase                | Japan          | 20,72 | Q          |
| 3         | Jared Connaughton         | Kanada         | 20,72 | Q          |
| 4         | Amr Ibrahim Mostafa Seoud | Egypten        | 20.81 |            |
| 5         | Arnaldo Abrantes          | Portugal       | 20.88 |            |
| 6         | James Ellington           | Storbritannien | 21.23 |            |
| 7         | Trevorvano Mackey         | Bahamas        | 21.28 |            |
| 8         | Jean-Yves Esparon         | Seychellerna   | 21.99 |            |

### Semifinaler

#### Heat 1
| Placering | Idrottare                   | Nation    | Tid   | Noteringar |
| --------- | --------------------------- | --------- | ----- | ---------- |
| 1         | Yohan Blake                 | Jamaica   | 20,01 | Q          |
| 2         | Wallace Spearmon            | USA       | 20,02 | Q          |
| 3         | Christophe Lemaitre         | Frankrike | 20,03 | q          |
| 4         | Jaysuma Saidy Ndure         | Norge     | 20.42 |            |
| 5         | Likoúrgos-Stéfanos Tsákonas | Grekland  | 20.52 | PB         |
| 6         | Bruno de Barros             | Brasilien | 20.55 |            |
| 7         | Jared Connaughton           | Kanada    | 20.64 |            |
| 8         | Kei Takase                  | Japan     | 20.70 |            |

#### Heat 2
| Placering | Idrottare               | Nation    | Tid   | Noteringar |
| --------- | ----------------------- | --------- | ----- | ---------- |
| 1         | Usain Bolt              | Jamaica   | 20,18 | Q          |
| 2         | Anaso Jobodwana         | Sydafrika | 20,27 | Q, PB      |
| 3         | Alex Quiñónez           | Ecuador   | 20,37 | q          |
| 4         | Aaron Brown             | Kanada    | 20.42 | PB         |
| 5         | Aldemir da Silva Junior | Brasilien | 20.63 |            |
| 6         | Kamil Krynski           | Polen     | 20.83 |            |
| 7         | Alex Wilson             | Schweiz   | 20.85 |            |
| 8         | Isiah Young             | USA       | 20.89 |            |

#### Heat 3
| Placering | Idrottare         | Nation                | Tid   | Noteringar |
| --------- | ----------------- | --------------------- | ----- | ---------- |
| 1         | Churandy Martina  | Nederländerna         | 20,17 | Q          |
| 2         | Warren Weir       | Jamaica               | 20,28 | Q          |
| 3         | Christian Malcolm | Storbritannien        | 20,51 |            |
| 4         | Maurice Mitchell  | USA                   | 20.56 |            |
| 5         | Brendan Christian | Antigua och Barbuda   | 20.58 | SB         |
| 6         | Shinji Takahira   | Japan                 | 20.77 |            |
| i.u.      | Antoine Adams     | Saint Kitts och Nevis | DQ    | R 163.3a   |
| i.u.      | Michael Mathieu   | Bahamas               | DQ    | R 162.7    |

### Final
| 1 | 7 | Usain Bolt          | Jamaica       | 19,32          | WL, SB |
| 2 | 4 | Yohan Blake         | Jamaica       | 19,44          | SB     |
| 3 | 8 | Warren Weir         | Jamaica       | 19,84          | PB     |
| 4 | 6 | Wallace Spearmon    | USA           | 19,90          | SB     |
| 5 | 5 | Churandy Martina    | Nederländerna | 20,00          |        |
| 6 | 2 | Christophe Lemaitre | Frankrike     | 20,19          |        |
| 7 | 3 | Alex Quiñónez       | Ecuador       | 20,57          |        |
| 8 | 9 | Anaso Jobodwana     | Sydafrika     | 20,69          |        |
|   |   |                     |               | Vind: +0,4 m/s |        |